# Линда Феърстийн
Линда Феърстийн (на английски: Linda Fairstein) е американска феминистка, бивш прокурор, и писателка на бестселъри в жанра съдебен трилър.

## Биография и творчество
Линда Феърстийн е родена на 5 май 1947 г. в Моунт Върнън, щат Ню Йорк, САЩ. Иска да бъде писател от ранна възраст и поради това завършва с отличие и магистърска степен по английска литература колежа „Васар“ през 1969 г. За да има професия и издръжка обаче учи право в Университета на Вирджиния, който завършва през 1972 г.
След дипломирането си започва работа като помощник областен прокурор към кабинета на областния прокурор на Манхатан Франк Хоган. По това време в офиса има само седем жени сред 170 прокурори, а когато го напуска през 2002 г. вече половината от 600 души в него са жени. През 1976 г. е повишена в ръководител на отдела за сексуални престъпления. В 30-годишната си кариера като прокурор тя участва и в няколко спорни и широко популяризирани случаи, при които е обвинявана за пристрастие и недоказани обвинения. Участва в създаването на важни законодателни реформи.
През 1993 г. издава документалната книга „Sexual Violence: Our War Against Rape“, в която изследва правните и емоционални реалности на изнасилването. Тя става най-известният прокурор в страната по отношение на сексуалните престъпления. През 2012 г. издава цяла поредица от документални книги свързани с насилието над жени, с които иска да ги предпази от опасностите и да подпомогне разкриването на извършителите.
Линда Феърстийн напуска Щатската прокуратура на Манхатън през 2002 г., и продължава да дава консултации, да пише, и да чете лекции като експерт по секс престъпления в много от печатните и телевизионни медии, включително CNN, MS, NBC, при Лари Кинг, и много други. Тя е основател на Комитета за защита на жени от домашно насилие в Ню Йорк и често е говорител по тези въпроси.
Към средата на 90-те години, на базата на своя дългогодишен и богат опит като прокурор е експерт, и на познанията си за богатата история на Ню Йорк, решава да започне да пише художествена литература. Първият роман на Феърстийн „Последна заплаха“ е публикуван през 1996 г. С него стартира поредицата с истории за нейната героиня – главната прокурорка по сексуални престъпления на Манхатъм Александра „Алекс“ Купър. Тя е подпомагана от детективите от нюйоркското полицейско управление Майк Чапман и Мърсър Уолъс.
Романът „Последна заплаха“ получава одобрението на критиката и читателите, и има много добра търговска реализация. През 2001 г. е екранизиран в телевизионния филм „Final Jeopardy“. През 1997 г. излиза следващият трилър от серията – „Вероятна смърт“, който става бестселър.
След напускането на прокуратурата Фейрстейн се посвещава на писателската си кариера и пише по един роман годишно. Нейните произведения са международно признати бестселъри.
Трилърите на Феърстийн са нейна „самостоятелна марка“ за опознаването на много от известните забележителности на Ню Йорк във всяка една от книгите. Те са елегантни и изискани от външната си страна, но кипят с мистерия и тежко наследство, след като се слезе под повърхността или се разкаже някоя от тъмните им истории и легенди. Обхванати са музеи и художествени галерии, националната библиотека, вилата на По и подземните тунели за вода, изоставени острови, пристанище с военна история, и културното сърце на града – Линкълн център.
През 2004 г. участва в популярния за началото на века литературен експеримент, в който няколко автори пишат съвместно едно произведение. Заедно с Кайли Линдс, Рита Мей Браун, Дженифър Крузи, Катрин Невил, Лиса Гарднър, Хедър Греъм, Кей Хупър, Ан Пери, Кати Райкс, Джули Смит, Тина Уайнскот, и под редакцията на Марша Тали, създават романа „Бих убил за това“ (I'd Kill for That).
Линда Феърстийн живее със съпруга си Джъстин Фелдман в Манхатън, Ню Йорк и на Мартас Винярд.

## Произведения

### Серия „Алекс Купър“ (Alex Cooper)
1. Последна заплаха, Final Jeopardy (1996)
2. Вероятна смърт, Likely to Die (1997)
3. Cold Hit (1999)
4. The Deadhouse (2001) – награда „Nero“
5. The Bone Vault (2003)
6. The Kills (2004)
7. Entombed (2005)
8. Death Dance (2006)
9. Bad Blood (2007)
10. Killer Heat (2008)
11. Lethal Legacy (2009)
12. Hell Gate (2010)
13. Silent Mercy (2011)
14. Night Watch (2012)
15. Death Angel (2013)
16. Terminal City (2014)
17. Devil's Bridge (2015)
18. Killer Look (2016)
19. Deadfall (2017)
20. Blood Oath (2019)

### Самостоятелни романи
- I'd Kill for That (2004) – с Кайли Линдс, Рита Мей Браун, Дженифър Крузи, Катрин Невил, Лиса Гарднър, Хедър Греъм, Кей Хупър, Ан Пери, Кати Райкс, Джули Смит, Тина Уайнскот, Марша Талей

### Новели
- Surfing the Panther (2015) – със Стив Мартини

### Документалистика
- Sexual Violence: Our War Against Rape (1993)
- The Best American Crime Reporting 2007 (2007) – в съавторство с Ото Пенцлер
- Killer Charm (2012)
- How Serial Rapists Target Their Victims (2012)
- The Rape Scandal that Puts You at Risk: From the Files of Linda Fairstein (2012)
- The Five Most Dangerous Places for Women (2012)
- The Most Surprising Crime Zone: Your Own Home (2012)
- Why Some Women Lie About Rape (2012)